# Amtsblatt für Berlin
Das Amtsblatt für Berlin wird herausgegeben von der Senatsverwaltung für Inneres und Sport und erscheint freitags.
Es enthält Gesetzestexte und Rechtsvorschriften des Landes Berlin und veröffentlicht Publikationen der Senatsverwaltungen für unter anderem Justiz und Finanzen. Im Amtsblatt für Berlin veröffentlichen die einzelnen Senatsverwaltungen Bekanntmachungen zu ihrem jeweiligen Aufgabengebiet. Es wird über Gesetzesentscheidungen informiert und die Inhalte und Auswirkungen bestimmter Paragrafen erklärt. Des Weiteren geben die Bezirksämter Berlins Mitteilungen wie über die Vergabe von Straßennamen oder über öffentliche Versteigerungen heraus. Eine weitere Rubrik im Amtsblatt beschäftigt sich mit der Ausschreibung von Stellenangeboten. Zu jedem Angebot gibt es kurze Informationen zum Besetzbarkeitsdatum, zum Arbeitsgebiet, zu den Anforderungen, zu den Voraussetzungen und weiteren Kriterien. Durch öffentliche Ausschreibungen können Unternehmen und Institutionen nach Dienstleistungen fragen. Meistens berichten sie kurz und knapp über die Art und den Ort der Leistungen und über den wesentlichen Leistungsumfang. Auf den Seiten der Rubrik Gerichte werden Informationen über Aufgebote, Nachlasssachen und Zwangsversteigerungen veröffentlicht. Die letzten Seiten jedes Amtsblattes für Berlin sind für den Nichtamtlichen Teil reserviert. Dort kann man beispielsweise geschäftliche Anzeigen finden.
Seit 1996 gibt es das Amtsblatt auch als Online-Ausgabe und seit 2017 sind die jeweils letzten 6 aktuellen Ausgaben kostenlos abrufbar. Einen umfänglich freien Online-Zugang zum Amtsblatt hat das Land Berlin jedoch bisher nicht eingerichtet.